# Фокус (музичка група)
Фокус је српска поп-денс група популарна деведесетих година прошлог века. Издали су један албум под називом Фокус, а једна од најпопуларнијих песама са албума је Само једном није довољно.

## Дискографија

### Албуми
- 1998. Фокус